# Не брини, драга
Не брини, драга (енгл. Don't Worry Darling) амерички је психолошки трилер филм из 2022. године, у режији Оливије Вајлд, по сценарију Кејти Силберман. Темељи се на причи Керија ван Дајка, Шејна ван Дајка и Силберманове. Главне улоге глуме: Флоренс Пју, Хари Стајлс, Вајлдова, Џема Чен, Кики Лејн, Ник Крол и Крис Пајн.
Након успеха редитељског дебија Вајлдове, под насловом Штреберке (2019), дошло је до надметања више студија за права на њен други филм, док је New Line Cinema на крају победио. У априлу 2020. Пјуова је потписана за главну улогу, док је у септембру Стајлс преузео улогу Шаје Лабафа. Снимање је почело у октобру у Лос Анђелесу, а трајало је до фебруара 2021. године. Филм је постао предмет неколико контроверзи, укључујући и супротстављене извештаје о одласку Лабафа и понашању Вајлдове према глумцима и екипи.
Премијерно је приказан 5. августа 2022. године на Филмском фестивалу у Венецији, док је 23. септембра пуштен у биоскопе у САД, односно 22. септембра у Србији. Добио је помешане рецензије критичара, уз похвале за глуму Пјуове и критике усмерене на сценарио и режију.

## Радња
Алис и Џек имају среће што живе у идеализованој заједници Викторија, експерименталном компанијском граду у ком живе мушкарци који раде за тајни пројекат „Викторија” и њихове породице. Друштвени оптимизам из 1950-их који је заступао њихов извршни директор Френк — корпоративни визионарски и мотивациони животни тренер — усидрио се у сваки аспект свакодневног живота у тесно повезаној пустињској утопији. Док мужеви проводе сваки дан у седишту пројекта „Викторија”, радећи на „развоју прогресивних материјала”, њихове жене — укључујући Френкову елегантну партнерку Шели — проводе време уживајући у лепоти, луксузу и разврату своје заједнице.
Живот је савршен, а потребе сваког станара испуњава компанија. Све што траже заузврат је дискреција и неупитна посвећеност циљу победе. Али када почну да се појављују пукотине у њиховом идиличном животу, откривајући бљескове нечег много злокобнијег што вреба испод атрактивне фасаде, Алис не може да не доведе у питање шта тачно раде у „Викторији” и зашто.

## Улоге
| Глумац                | Улога         |
| --------------------- | ------------- |
| Флоренс Пју           | Алис Чејмберс |
| Хари Стајлс           | Џек Чејмберс  |
| Оливија Вајлд         | Бани          |
| Џема Чен              | Шели          |
| Кики Лејн             | Маргарет      |
| Ник Крол              | Бил           |
| Крис Пајн             | Френк         |
| Сидни Чандлер         | Вајолет       |
| Кејт Берлант          | Пег           |
| Асиф Али              | Питер         |
| Даглас Смит           | Џон           |
| Тимоти Симонс         | др Колинс     |
| Ари’јел Стачел        | Кевин         |
| Дита фон Тиз          | Џиџи          |
| Сагар Суџата          | Џејмс         |
| Марчело Јулијан Рејес | Фред          |
| Мараја Џастис         | Барбара       |